# Legio IX Hispana

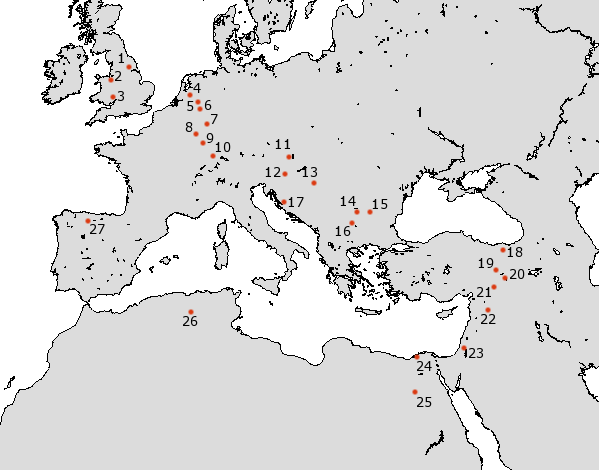
Situering van Legio IX Hispana (aangegeven met 1) in Eburacum in 80.

Legio IX Hispana ("het Spaanse"), oorspronkelijk Macedonia, was een Romeins legioen, waarschijnlijk Caesars Negende. Het nam deel aan Caesars veldtocht tegen de legers van zijn rivaal Pompeius in de Burgeroorlog tussen Pompeius en Caesar. Het onderscheidde zich in de Slag bij Ilerda en ontleent daaraan vermoedelijk zijn bijnaam Hispana.

## Geschiedenis
Het legioen wordt voor het eerst vermeld in Commentarii de bello Gallico van Julius Caesar als het in Gallië is gestationeerd. Caesar werpt dit legioen in de strijd tegen de Belgae.
Van 9 tot 43 n.Chr. is het te Pannonia gestationeerd, maar van 20 v.Chr. tot ten laatste 14 n.Chr. wordt het naar Africa overgeplaatst om onder Quintus Junius Blaesus te strijden tegen de Numidische opstandige stammen die onder leiding van Tacfarinas staan. In 14 n.Chr. komen ze in Pannonia in opstand na het vernemen van de dood van keizer Augustus, samen met het Legio VIII Augusta en Legio XV Apollinaris.
In 43 n.Chr. neemt het legioen deel aan de verovering van Britannia, waar het in Lindum Colonia (het huidige Lincoln) zijn kamp optrekt. Daar lijdt het bij de opstand van Boudicca onder Cerialis zware verliezen en vanaf 71 n.Chr.  wordt het overgeplaatst naar Eboracum (het huidige York). Enkele decennia later werd het legioen overgeplaatst naar Nijmegen, waar een bronzen plaatje is opgegraven, en daarna naar een andere provincia. Op de legioenencatalogus opgesteld onder Marcus Aurelius komt het niet meer voor, evenmin als het Legio XXII Deiotariana. Mogelijk was het Negende vernietigd in de Bar Kochba-opstand, of in 161 door de Parthen. Vanwege onduidelijkheid hieromtrent wordt het ook wel het verdwenen legioen genoemd.

## In fictie
De Britse jeugdschrijver Rosemary Sutcliff publiceerde in 1954 The Eagle of the Ninth over dit legioen (De adelaar van het Negende in de vertaling van Miep Diekmann uit 1965). Daarin wordt nog aangenomen dat het Negende in het jaar 117 is uitgeroeid door de Picten in Schotland.

## Referentie
- J.B. Campbell, art. Legio, in NP7 (1999), klm. 7-22.